# Plutino

Alguns dos primeiros plutinos conhecidos comparados em tamanho, albedo e cor.

Em astronomia, um plutino é um objeto transnetuniano em ressonância média de 2:3 com Netuno. A cada duas voltas em torno do Sol que um plutino faz, Netuno faz três. O nome refere-se apenas à ressonância orbital e não implica nenhuma característica física; essa classificação foi inventada para descrever corpos menores que Plutão e que seguem uma órbita parecida. A classe inclui Plutão e suas luas.
Plutinos formam a parte interna do cinturão de Kuiper e representam cerca de um quarto de seus objetos, sendo a maior classe dos transnetunianos ressonantes.

## Órbita

### Origem
Acredita-se que objetos que estão atualmente em ressonância orbital com Netuno inicialmente seguiam órbitas heliocêntricas independentes. Durante a migração de Netuno no início da história do Sistema Solar, o planeta dispersava os corpos que encontrava; nesse processo, alguns dos corpos foram capturados em ressonância. A ressonância 3:2 é a mais forte e mais estável, por isso que ela contém o maior número de objetos.

### Características
Enquanto a maioria dos plutinos possuem uma baixa inclinação, um número considerável deles seguem órbitas parecidas à de Plutão, com inclinações entre 10° e 25° e excentricidades de 0,2 a 0,25, resultando em um periélio dentro (ou perto) da órbita de Netuno e afélio próximo à borda externa do cinturão de Kuiper (na zona de ressonância 1:2 com Netuno).
Os plutinos possuem períodos orbitais de cerca de 247,3 anos (1,5 vezes o de Netuno), variando no máximo por alguns anos apenas.
Plutinos anormais incluem:
- 2005 TV189, que segue uma órbita muito inclinada (34,5°)
- (15875) 1996 TP66, que tem a órbita mais elíptica (excentricidade de 0,33), com o perélio na metade do caminho entre Urano e Netuno
- 2007 JH43, que tem um órbita quase circular
- 2002 VX130, localiza-se quase perfeitamente na eclíptica (inclinação de 1,5°)

## Objetos mais brilhantes
Os 10 plutinos mais brilhantes são:
| Nome               | Semieixo maior, UA | Perélio, AU | Inclinação, ° | (H) | Diâmetro, km | Massa, 1020 kg  | Albedo            | V–R  | Ano de descoberta | Descobridor                          |
| ------------------ | ------------------ | ----------- | ------------- | --- | ------------ | --------------- | ----------------- | ---- | ----------------- | ------------------------------------ |
| 90482 Orco         | 39,2               | 30,3        | 20,6          | 2,3 | 850 ± 90     | 6,32 ± 0,05     | 0,28 ± 0,06       | 0,37 | 2004              | M. Brown, C. Trujillo, D. Rabinowitz |
| (208996) 2003 AZ84 | 39,4               | 32,3        | 13,6          | 3,8 | 910 ± 60     | ~5              | 0,07 ± 0,02       | 0,36 | 2003              | M. Brown, C. Trujillo                |
| Ixion              | 39,7               | 30,1        | 19,6          | 3,8 | 650+250 −220 | ~3              | 0,12+,14 −,06     | 0,61 | 2001              | Deep Ecliptic Survey                 |
| (84922) 2003 VS2   | 39,3               | 36,4        | 14,8          | 4,4 | 725 ± 200    | ~3              | 0,058+,04 −,02    | 0,59 | 2003              | NEAT                                 |
| 2003 UZ413         | 39,2               | 30,4        | 12,0          | 4,4 | ~600         | ~2              | ?                 | ?    | 2001              | M. Brown, C. Trujillo, D. Rabinowitz |
| 2002 XV93          | 39,3               | 34,5        | 13,3          | 4,7 | ~ 560        | ~ 1,5           | ~0,09             | 0,37 | 2001              | M.W.Buie                             |
| 38628 Huya         | 39,4               | 28,5        | 15,5          | 5,2 | 532 ± 25     | ~1              | 0,05+0,005 −0,004 | 0,65 | 2000              | Ignacio Ferrin                       |
| 2001 QF298         | 39,3               | 34,9        | 22,4          | 5,3 | ~500         | ~1              | ~0,09             | ?    | 2001              | Marc W. Buie                         |
| (47171) 1999 TC36  | 39,3               | 30,6        | 8,4           | 5,4 | 414 ± 38     | 0,1275 ± 0,0006 | 0,07 ± 0,01       | 0,65 | 1999              | E. P. Rubenstein, L.-G. Strolger     |
| (55638) 2002 VE95  | 39,4               | 30,4        | 16,3          | 5,8 | ~380         | ~0,5            | ~0,09             | 0,71 | 2002              | NEAT                                 |